# Kedélyes szálloda
A Kedélyes szálloda (eredeti címe: Place de la Concorde) 1939-ben bemutatott fekete–fehér francia filmvígjáték Karel Lamač rendezésében. 
Magyarországon 1940. január 24-én mutatták be.

## Cselekménye
Farkas Rózsi (Rosy Farkas), a kis magyar leány felkerül Párizsba. A város központi terén, a Place de la Concorde-on állva minden vagyona egy retúr vonatjegy hazáig, melyet a szél kikap kezéből. Az arra autózó Guy herceg felveszi a jegyet és követi Rózsit, de az erős forgalomban kocsijával egy másik autónak csapódik. A jegyzőkönyv felvételekor Farkas Rózsi tanúként a baleset szenvedő nő, Paulette pártján áll, aki mindjárt barátnőjévé is fogadja. Paulette egy kis szálloda tulajdonosnője és ingyen szállást ad Rózsinak. A kedélyes szálloda lakói diákok és diáklányok, akik szeretnének dzsesszzenekart alakítani és sztárnak Rózsit akarják megnyerni. 
Guy Rouchefouquet herceg a sofőrje nevén szobát bérel a szállóban, és idill alakul ki a lány és a sofőrnek hitt férfi között, egészen a bírósági tárgyalásig. A herceg a bíróságon is sofőrje, Charles irataival szerepel, és Charles addig ismeretlen előélete miatt váratlanul kétheti börtönre ítélik. A bíróságon az is kiderül, hogy a sofőr házas és két gyermek apja, és a hercegnek most már ezt is vállalnia kell. Rózsit ez a „felfedezés" szíven üti és már hazautazna, amikor hotelbeli barátai örömmel újságolják, hogy mégis sikerül egy kis éjjeli mulatóhelyet nyitni. A büntetését töltő herceg ugyanis megbízta Charlest, a sofőrt, hogy az ő nevében finanszírozza a zenekart. Charles megszerzi a mulatóhelyet és gazdája papírjaival Rochefouquet herceg néven mutatkozik be, mint a banda mecénása. A mulatót nagy vidáman megnyitják, és megérkezik az álherceg. Azután megérkezik egy másik Rouchefouquet herceg is, de az sem az igazi. Végül megjön a harmadik, és ő megvalósítja Rózsi álmait.

## Főbb szereplők
- Albert Préjean – Guy de Rochefouquet herceg
- Dolly Mollinger – Rosy Farkas
- Bernard Blier – Brioche
- Armand Bernard – Altesse
- René Lefèvre – Ripotot
- Marcelle Praince –Marion anyja
- Raymond Cordy – Charles, sofőr
- Geneviève Callix – Paulette
- Denise Cayrol – Marion
- Marcel Pérès – vőlegény
- Betty Spell – menyasszony
- Maurice Baquet – Papillon